# Macrorhynchia singularis
Macrorhynchia singularis is een hydroïdpoliep uit de familie Aglaopheniidae. De poliep komt uit het geslacht Macrorhynchia. Macrorhynchia singularis werd in 1908 voor het eerst wetenschappelijk beschreven door Billard. 